# Canals (Tarn-et-Garonne)
Canals ist eine französische Gemeinde mit 807 Einwohnern (Stand: 1. Januar 2022) im Département Tarn-et-Garonne in der Region Okzitanien (vor 2016: Midi-Pyrénées). Sie gehört zum Arrondissement Montauban und ist Teil des Kantons Verdun-sur-Garonne (bis 2015: Kanton Grisolles). Die Einwohner werden Canalais genannt.

## Geographie
Canals liegt etwa 18 Kilometer südsüdwestlich von Montauban am Garonne-Seitenkanal. Das Gemeindegebiet wird auch vom Flüsschen Rieu Tort durchquert, das zum Tarn entwässert. Umgeben wird Canals von den Nachbargemeinden Dieupentale im Norden und Nordwesten, Campsas im Nordosten, Fabas im Osten, Fronton im Süden und Südosten sowie Grisolles im Süden und Südwesten.
Am Ostrand der Gemeinde führt die Autoroute A62 entlang.

## Bevölkerung
| Jahr      | 1962 | 1968 | 1975 | 1982 | 1990 | 1999 | 2006 | 2017 |
| --------- | ---- | ---- | ---- | ---- | ---- | ---- | ---- | ---- |
| Einwohner | 336  | 325  | 391  | 417  | 467  | 537  | 609  | 764  |

## Sehenswürdigkeiten

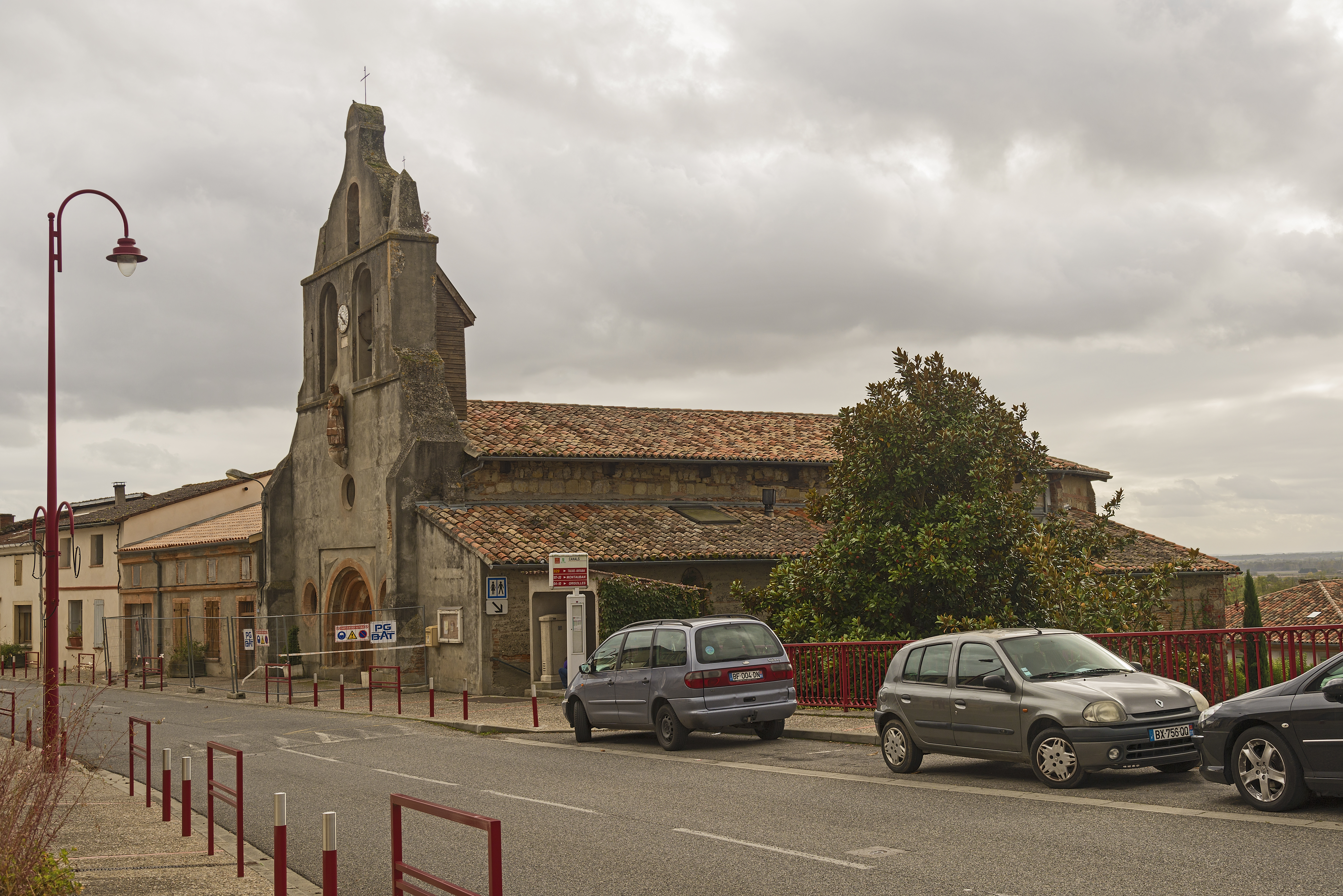
Kirche Saint-Laurent

- Kirche Saint-Laurent aus dem 17. Jahrhundert
- Waschhaus aus dem 19. Jahrhundert